# Chelidonium plicatulum
Chelidonium plicatulum är en skalbaggsart som beskrevs av Aurivillius 1910. Chelidonium plicatulum ingår i släktet Chelidonium och familjen långhorningar. Inga underarter finns listade i Catalogue of Life.